# رونان المتهم
رونان المتهم هو شخصية خيالية في مارفل كومكس من ابتكار ستان لي وجاك كيربي. ظهرت الشخصية لأول مرة في أغسطس 1967.